# РКД Майорка
Реал Клуб Депортиво Майорка (на испански Real Club Deportivo Mallorca) е испански футболен отбор от Палма де Майорка. Клубът е основан на 5 март 1916 г. Състезава се в испанската Ла Лига.

## История
РКД Майорка е най-старият клуб на Балеарските острови. Основан е от инженерът Адолфо Васкес. Първото име на клуба е „Клуб Хунта Директива дел Алфонсо XIII“, а първият стадион е открит на 25 март и е наречен „Буенос Айрес“, с мач срещу Барселона (Барселона печели с 0 – 8). Една година по-късно, клуба си променя името на „Реал Сосиедад Алфонсо XIII“, докато е бил преименуван през 1931 г., по политически причини на „Клуб Депортиво Майорка“.
В своята история, отборът е прекарал 20 сезона в Примера Дивисион, 29 в Сегунда Дивисион, 2 в Сегунда Б и 11 в Терсера Дивисион.
На 22 юли 2008, 96 % от акциите на клуба са закупени от английския бизнесмен Пол Дейвидсън.

## Успехи
Победители:
- Купа на Краля – 2003
- Суперкупа на Испания – 1998
- Сегунда Дивисион (2) 1959 – 60, 1964 – 65

Финалисти:
- Купа на УЕФА – 1999
- Купа на Краля (3) 1991, 1998, 2024
- Суперкупа на Испания – 2003

## Настоящ състав за Сезон 2019/2020
Напуснали:

Дани Гуйса (Фенербахче-15 млн.)

## Известни бивши футболисти
| - Самюъл Ето'о - Лаурен - Финиди Джордж - Константин Галка - Богдан Стеля - Бошко Янкович | - Мигел Анхел Надал - Луис Гарсия - Валтер Пандиани - Ариел Ибагаса - Леонардо Франко | - Петър Курдов - Петър Михтарски - Кристиано Дони - Иван Кампо - Диего Тристан |

## Български футболисти
- Петър Курдов: 1990 - (7 мача - 1 гол)
- Петър Михтарски: 1996 - (11 мача - 0 гола)

## Бивши треньори
- Лоренсо Сара Ферер
- Виктор Муньос
- Ектор Купер
- Луис Арагонес
- Бенито Флоро
- Михаел Лаудруп